# Колетара (Л'Аквила)
Колетара (итал. Colletara) је насеље у Италији у округу Л'Аквила, региону Абруцо.
Према процени из 2011. у насељу је живело 483 становника. Насеље се налази на надморској висини од 753 м.